# Zulkifli Syukur
Zulkifli Syukur là một cầu thủ bóng đá người Indonesia hiện tại thi đấu cho PSM Makassar ở vị trí [[Hậu vệ (bóng đá)|hậu vệ phải.

## Danh hiệu
Arema Indonesia
Vô địch
- Indonesia Super League: 2009–10